# Вьяриджи
Вьяриджи (итал. Viarigi) — коммуна в Италии, располагается в регионе Пьемонт, в провинции Асти.
Население составляет 1000 человек (2008 г.), плотность населения составляет 73 чел./км². Занимает площадь 14 км². Почтовый индекс — 14030. Телефонный код — 0141.
Покровительницей коммуны почитается святая Агата, празднование 5 февраля.

## Демография
Динамика населения: